# Суини Тодд, демон-парикмахер с Флит-стрит (фильм, 2007)
«Суи́ни Тодд, де́мон-парикма́хер с Флит-стрит» (англ. Sweeney Todd: The Demon Barber of Fleet Street) (2007) — музыкально-драматический триллер режиссёра Тима Бёртона, экранизация мюзикла «Суини Тодд, демон-парикмахер с Флит-стрит», поставленного в 1979 году, либретто Хью Виллера, музыка Стивена Сондхейма, и завоевавшего премию «Тони». По легенде Суини Тодд был английским цирюльником, убивавшим клиентов бритвой, а его сообщница, миссис Ловетт, помогала ему избавляться от тел, делая из них начинку для мясных пирогов.
Лента снята в холодных мрачных тонах макабрической готики, напоминающих более ранний фильм Бёртона «Сонная Лощина». Лишь сцена у моря, грёзы миссис Ловетт и воспоминания Суини о его семье окрашены в яркие, хотя и приглушённые, цвета.
Кинолента получила в основном положительные отзывы, а также ряд наград — два «Золотых глобуса» в номинациях «Лучший фильм (комедия или мюзикл)» и «Лучшая мужская роль (комедия или мюзикл)» (Джонни Депп), премию «Оскар» за лучшую работу художника-постановщика (Данте Ферретти (постановщик), Франческа Ло Скьяво (декоратор)), премию канала «MTV» за «Лучшего злодея» (Джонни Депп) и два «Сатурна» за «Лучший фильм ужасов» и «Лучшие костюмы» (Коллин Этвуд). Депп также был номинирован на  «Оскар»  как лучший актёр, а Коллин Этвуд — как лучший дизайнер костюмов. Несмотря на небольшие кассовые сборы в США, фильм был хорошо принят в мире и много раз переиздавался на DVD, а 18 декабря 2007 года на отдельном диске вышел саундтрек к фильму.

## Сюжет
Фильм начинается с дождя, падающего на мрачные лондонские крыши и превращающегося в капли крови. На его фоне появляются вступительные титры. Звучит увертюра «The Ballad of Sweeney Todd». Камера вслед за каплями попадает в пустую комнату, в которой стоит парикмахерское кресло. Капли, стекая по нему, запускают скрытый механизм: вертятся шестерни, распахивается потайной люк в подвал, мясорубка проворачивает кровавый фарш. Ещё одна капля падает на раскалённый противень с пирогами, поставленный в печь. Дверца печи захлопывается. В это время в канализационные воды впадают тонкие ручейки крови. Пока, наконец, поток не окрашивается в красный цвет полностью.
1846 год. После пятнадцати лет, проведённых на австралийской каторге по сфабрикованному обвинению, в Лондон возвращается Бенджамин Баркер (Джонни Депп) в сопровождении молодого моряка Энтони Хоупа (Джейми Кэмпбелл Бауэр). Он преследует цель отомстить коррумпированному судье Тёрпину (Алан Рикман) и его подручному, приставу Бидлу Бамфорду (Тимоти Сполл), которые из зависти к жизни молодого человека оклеветали его. Не узнанный никем, Баркер арендует второй этаж под цирюльню над магазинчиком-пекарней миссис Нелли Ловетт (Хелена Бонэм Картер), пекущей «худшие пироги в Лондоне», и единственной узнавшей мужчину. Женщина рассказывает Тодду, что его жена Люси приняла мышьяк после того, как влюблённый в неё судья Тёрпин приказал Бамфорду заманить её на бал-маскарад в собственном доме, изнасиловал её при гостях (которые только смеялись), а сейчас пытается добиться взаимности у дочери Тодда — Джоанны (Джейн Вайзнер), которую он удочерил. Услышав ужасные вести, Баркер нарекает себя Суини Тоддом. Миссис Ловетт отдаёт Тодду припрятанную под половицей шкатулку с бритвами, к которым тот относится с необычайным трепетом.
Тем временем Джоанна, томящаяся в доме судьи за шитьём, видит друга и спасителя Тодда, Энтони Хоупа, и влюбляется в него с первого взгляда. Хоуп, узнавший от местной бродяжки (Лора Мишель Келли) личность хозяина дома, также сражён любовью к девушке. Тёрпин благожелательно приглашает юношу в дом и узнаёт, что тот работает на судне «Баунтифул» Плимута, после чего угрожает Энтони самыми суровыми карами, если тот ещё хоть раз взглянет на его подопечную. Бамфорд вышвыривает Хоупа на улицу и несколько раз бьёт тростью, имеющей выдвижное лезвие, угрожая убить в следующий раз. Однако это не снижает решимости молодого моряка, надеющегося вскоре вырвать Джоанну из лап судьи.
Миссис Ловетт приводит Тодда на рынок, где по четвергам выступает итальянский брадобрей Адольфо Пирелли (Саша Барон Коэн), лучший цирюльник города, продающий чудо-эликсир, ускоряющий рост волос, рекламируемый мальчиком-сиротой Тоби (Эд Сандерс). Суини видит вдали пристава и уже готов направиться к нему, но женщина останавливает его. Пара насмехается над эликсиром, называя его «мочой с чернилами», что оскорбляет самовлюблённого Пирелли. Суини бросает вызов брадобрею, ставя на кон две бритвы на 5 фунтов, Бамфорд выступает арбитром. Адольфо, затачивая лезвие о ремень и при этом раня Тоби по пальцам (с плохо скрытым удовольствием), бахвалится тем, что однажды побрил Папу Римского, демонстрирует его портрет с подписью на свитке и во время процесса неугомонно поёт себе дифирамбы, в том время как Суини работает молча и быстро, выходя победителем. Брадобрей называет пристава «эталоном непредвзятости» и приглашает посетить его цирюльню для бесплатного бритья.
Джоанна, завидев Энтони у калитки, кидает тому ключ. Нелли советует нетерпеливому Суини не спешить, а составить план. В лавку врывается радостный Энтони, сообщающий о намерении выкрасть Джоанну, и просит Нелли приютить их на время. Тодд и Ловетт охотно соглашаются, понимая, как удачно всё складывается, но Тодду всё равно нужна месть.
Неожиданно к Суини являются Пирелли и Тоби; миссис Ловетт отвлекает мальчика стряпнёй. Пирелли, бывший когда-то у Баркера подмастерьем под именем Дэниел «Денни» Хиггинс, узнаёт учителя и пытается его шантажировать, ставя условие изъятия половины прибыли цирюльни. В это время миссис Ловетт ностальгирует по почившему мужу Альберту, с аппетитом евшему её пироги, и узнаёт, что Пирелли взял Тоби в работном доме, и что его длинные белокурые волосы являются париком. Тодд в гневе вырубает брадобрея кипящим чайником и прячет тело в сундук. После ухода Тоби, не обнаружившего хозяина, Суини перерезает пришедшему в себя Адольфо горло. В это время судья Тёрпин, прикрываясь порядочным служением букве закона, выносит маленькому мальчику смертный приговор через повешение. Бамфорд рекомендует судье обратиться к услугам брадобрея Тодда, дабы выглядеть моложе и тем самым понравиться Джоанне, на которой тот решил жениться. Миссис Ловетт уговаривает Тодда не убивать Тоби, в это время напивающегося джином, решив усыновить его и сделать своим помощником.
Первая попытка убийства судьи, неожиданно пришедшего к Тодду, проваливается: смакующий момент мести Тодд затягивает со смертельным ударом, и внезапно в самый ответственный момент вбегает Энтони с объявлением того, что Джоанна готова бежать. Это выводит судью из себя, и тот в бешенстве покидает заведение Тодда, поклявшись больше не приходить. Цирюльник, охваченный ненавистью ко всему человечеству, готов окропить город кровью, мысленно представляя, как ходит по городу с бритвами и предлагает свои услуги не обращающим на него внимание жителям. Миссис Ловетт, не найдя, куда спрятать труп, предлагает использовать человеческую плоть в качестве начинки для изготовляемых ею мясных пирогов, дабы расплатиться с долгами.
Тёрпин, узнав о замысле приёмной дочери, поручает своему подручному увезти и спрятать её. Энтони, потеряв возлюбленную из виду, безутешно бродит по Лондону в её поисках. Тодд монтирует из обычного кресла спусковую машину, главного «соучастника» преступлений, и начинает свою кровавую месть. Многочисленные трупы жертв ненасытного брадобрея падают на дно подвала, откуда выходит миссис Ловетт с подносом, полным отменной выпечки.
Слух о великолепных мясных пирогах миссис Ловетт молниеносно разносится по всему городу. Тоби зазывает посетителей и заодно помогает раздавать заказы. Только бродяжка, предчувствуя беду, пытается обратить внимание прохожих на зло, исходящее из лавки, но никто не реагирует на предостережения безумной оборванки, постоянно изгоняемой из пекарни. Дела миссис Ловетт идут в гору, и она мечтает о тихой респектабельной жизни в браке со Суини Тоддом, представляемой ей в красочных тонах. Однако мрачный брадобрей равнодушен к её чувствам: его мысли занимает лишь месть.
Энтони наконец находит Джоанну: Тёрпин отправил её в богадельню, чтобы принудить в итоге согласиться на брак с ним. Юноша сообщает эти новости Тодду, и тот понимает, что у него снова появился шанс на долгожданное возмездие. Он предлагает Энтони выдатт себя за ученика парикмахера, который ищет волосы для парика, собираемые как раз в богадельнях. Энтони убегает, а Тодд пишет письмо судье и посылает с ним Тоби, наказывая не медлить. По возвращении Тоби, проникшийся самыми нежными сыновними чувствами к Ловетт, клянётся защищать её от любой беды. Заметив у той кошелёк Пирелли, он уже готов бежать в полицию, но женщина успокаивает его, делает своим помощником по выпечке пирогов и тайком запирает в подвале. Энтони обманом проникает в дом умалишённых якобы для сбора белокурых прядей, куда Тёрпин заточил Джоанну, и похищает её, угрожая пистолетом хозяину и оставляя того на растерзание разъярённых пациентов.
Бамфорд, пришедший к миссис Ловетт для выяснения причины ужасного смрада из трубы, соглашается прежде побриться. Бродяжка видит, как пристав заходит с цирюльником на второй этаж. Тоби, и ранее подозревавший в Тодде недоброе, обнаруживает часть человеческого пальца в одном из пирогов, а следом натыкается взглядом сначала на окровавленные кости и куски человечины в огромной мясорубке, а затем и на целый труп. Осознав, кем являются его новые друзья, он сбегает по канализации. Пара разыскивает мальчика в лабиринтах лондонской клоаки с целью убийства. Переодев девушку в мужское платье, Энтони приводит её в лавку Тодда и отправляется на поиски экипажа. Джоанна, заслышав приближающийся голос бродяжки, прячется в огромном сундуке.
Тодд возвращается к себе и застаёт незваную гостью. Бродяжка спрашивает у Тодда, знакомы ли они. Суини слышит, как к нему поднимается судья Тёрпин, и во избежание разоблачения убивает женщину, падающую рядом с трупом Бамфорда.
Судья, надеясь найти в доме Тодда Джоанну, интересуется у того, где она. Цирюльник отвечает, что девушка находится внизу с соседкой. В довершение ко всему брадобрей предлагает довольному судье побриться. Вскоре Тодд открывает Тёрпину своё настоящее имя, сразу после чего в неистовстве несколько раз втыкает лезвие в горло заклятому врагу.
Отправив тело Тёрпина вниз, окровавленный Суини замечает выглядывающую из сундука Джоанну. Не узнав её, он уже готовится её убить, как вдруг они слышат крик миссис Ловетт — в предсмертной судороге судья вцепился в подол её платья. Суини наказывает неузнанной дочери забыть его лицо и отпускает её. Отбившись от агонизирующего Тёрпина, Ловетт замечает ещё один труп — бродяжку. Она уже намеревается сжечь в печи тело женщины, но в это время в подвал врывается прибежавший на крик цирюльник. В свете пламени печи он узнаёт в бродяжке свою жену Люси, которую считал погибшей, и обвиняет Ловетт во лжи. Ловетт оправдывается, что не говорила, что после отравления Люси умерла. Выясняется, что та сошла с ума, после чего попала в богадельню, из которой в итоге вышла. Ловетт не хотела, чтобы Тодд возвращался к безумной жене, поскольку сама много лет его любит. Тодд приходит в бешенство, но неожиданно успокаивается и начинает кружить миссис Ловетт в безумном вальсе, после чего швыряет её в печь, где та сгорает заживо.
Тодд опускается на колени, обнимает убитую супругу и начинает петь. Вылезший из канализации Тоби, который от страха немного обезумел, перерезает ему горло бритвой. Тело Тодда оседает, кровь капает на лицо Люси.

## В ролях
| Актёр                 | Роль                                       |
| --------------------- | ------------------------------------------ |
| Джонни Депп           | Суини Тодд                                 |
| Хелена Бонэм Картер   | Миссис Ловетт                              |
| Алан Рикман           | Судья Тёрпин                               |
| Тимоти Сполл          | Бидл Бэмфорд, судебный пристав             |
| Саша Барон Коэн       | Адольфо Пирелли                            |
| Джейми Кэмпбелл Бауэр | Энтони Хоуп                                |
| Лора Мишель Келли     | Люси Баркер                                |
| Джейн Вайзнер         | Джоанна, дочь Тодда                        |
| Эд Сандерс            | Тобиас Рагг (Тоби), помощник миссис Ловетт |

## Релиз и прокат
Фильм также известен под названием «Суини Тодд, маньяк-парикмахер». Это название являлось первоначальным планируемым переводом названия фильма в русском прокате на момент начала 2008 года. Прокат фильма в России осуществляет компания Каро Фильм.
В декабре 2007 русскоязычными livejournal-сообществом, посвящённым Тиму Бёртону и неофициальным сайтом Джонни Деппа в компанию-прокатчик была направлена петиция, призывавшая Каро Фильм по возможности воздержаться от полного дублирования фильма и заменить дубляж в музыкальных номерах субтитрами, а также сменить планируемое прокатное название «Суини Тодд: маньяк-парикмахер» на более близкое оригиналу и соответствующее сюжетной канве фильма. Компания-прокатчик частично отклонила петицию.
Релиз фильма состоялся в Соединённых штатах 21 декабря 2007 года, в Великобритании — 25 января 2008 года.
Премьера фильма в России, первоначально намеченная на 6 марта 2008 года, по неизвестным причинам была перенесена на 10 апреля. В конце января стало известно официальное прокатное название фильма: «Суини Тодд, демон-парикмахер с Флит-стрит», являющееся калькой с оригинального названия.
Первый официальный показ фильма широкой аудитории в России состоялся 21 марта 2008 года, в Москве в рамках кинофестиваля «Эйфория». Показанный вариант отличался от прокатной копии одноголосым синхронным переводом, наложенным поверх официальной звуковой дорожки. При последующем прокате фильм демонстрировался на языке оригинала с русскими субтитрами.
Первоначальный выпуск русскоязычной версии картины на DVD, запланированный на 29 апреля 2008 года, был перенесён на июнь того же года (релиз осуществляет Universal Pictures Rus).
Официальный выпуск фильма на DVD в 1 регионе состоялся 1 апреля 2008 года. Релиз был осуществлён в двух версиях — обычное издание и 2-дисковое специальное издание. В ряде случаев двухдисковое издание комплектовалось книгой Марка Солсбери о съёмках фильма.

## Отзывы и оценки
Газета The New York Times написала, что фильм Бёртона действует на зрителя не столько обилием крови, сколько принципиальным отказом создателей от сентиментальных утешений, решимостью Бёртона претворить жуткие намёки, заложенные в сюжете, в самые пессимистические выводы. В «Суини Тодде», по мнению кинообозревателя газеты, Бёртон нарисовал картину мира, в котором исключена даже теоретическая возможность справедливости, которым правят, с одной стороны, деспотический произвол властей, с другой стороны — справедливое негодование униженных и оскорблённых, скоро перерастающее в безумие.
Андрей Плахов оценил фильм негативно: «Восприятие вампирско-каннибальской коллизии фильма целиком остаётся вопросом эстетики, ибо с этикой здесь покончено раз и навсегда». С другой стороны, крупнейший американский кинокритик Роджер Эберт опубликовал восторженную рецензию. Он писал: «Самый кровавый мюзикл в истории театра стал самым кровавым в истории кино. И это вовсе не радостный аттракцион — это мрачная, трагическая история о мести, в которой разбиваются сердца, творится жестокость и пекутся дьявольски вкусные пироги».
За месяц до выхода фильма в официальный прокат была издана одноимённая книга Марка Солсбери, повествующая о процессе съёмок. По его мнению, это первый фильм Бёртона, получивший столь положительные отзывы у критиков.

## Награды
13 января 2008 года фильм получил приз Голливудской ассоциации иностранной прессы как «Лучший фильм в жанре комедии или мюзикла». Исполнитель главной роли, американский актёр Джонни Депп удостоился этого же приза в номинации «Лучший актёр комедии или мюзикла». Является лауреатом премии Оскар в номинации «Лучшая работа художника-постановщика/декоратора». Также номинаций на «Оскар» удостоились художник по костюмам Коллин Этвуд и Джонни Депп за лучшую мужскую роль. В мае 2008 Джонни Депп получил кинопремию телеканала MTV как лучший кинозлодей 2007 года за роль Суини Тодда.

## Отличия от сценической версии
- Фильм был существенно сокращён по сравнению с оригинальным мюзиклом. Так, были вырезаны следующие музыкальные композиции: «Ballad of Sweeney Todd» (и все её репризы; в сценической версии песню исполнял хор всех персонажей), «Ah, Miss» (песня Энтони при первой встрече с Джоанной), «Johanna:Mea culpa» (покаянная молитва судьи, в которой он ужасается своим чувствам к приёмной дочери), «Kiss Me» (план Энтони и Джоанны о побеге), «Letter (Quintet)» (хор озвучивал строки из письма Тодда судье),«City on Fire» (хор сумасшедших из приюта Фогга), «Parlor Songs» (совместный номер пристава Бамфорда, Тоби и миссис Ловетт).
- Многие из оставшихся песен были сокращены: «No place like London» (отсутствует сцена с Бродяжкой), «Poor Thing», «Pirelli’s Miracle Elixir» (почти в 2 раза), «The Contest» (вырезана вторая часть соревнования, в которой Пирелли вырывает зуб Тоби), «Ladies in Their Sensitivities», «A Little Priest» (в оригинале ассортимент для начинки пирожков гораздо шире), «God, That’s Good» (убраны арии Тодда и Ловетт про новое кресло брадобрея и крики восторженных посетителей пекарни), «Johanna (Quartet)» (из квартета сделано трио: Джоанна в нём не участвует).
- В сценической версии Тодд душит Пирелли, а в фильме бьёт чайником и потом перерезает горло бритвой.
- В фильме нет сцены, когда Энтони пытается подарить Джоанне канарейку, а Бамфорд сворачивает птице шею и угрожает в следующий раз сделать то же самое с влюблённым моряком.
- В спектакле Тоби находит в пирожке волос и ноготь, в фильме — кусок пальца.
- Тоби в сценической версии не ребёнок, а молодой человек: правда, отсталый в развитии.
- В сценической версии Тоби сходит с ума от ужаса и после убийства Тодда крутит мясорубку с миссис Ловетт на глазах у прибежавших Энтони, Джоанны и полицейских. В фильме этот фрагмент отсутствует.
- В оригинале Тодд сам относит письмо к дому судьи, без помощи Тоби.
- Из фильма вырезана сцена, когда Энтони первый раз пытается вызволить Джоанну из «приюта», но Бамфорд вызывает полицию. Энтони при этом заявляет, что «в городе нет правосудия».

## Факты
- Причёска Суини Тодда одновременно похожа на прическу Людвига ван Бетховена и Тило Вольфа. Сам Бёртон называет также в качестве источника вдохновения прическу Хамфри Богарта в фильме «Возвращение Доктора Х»[11].